# William Lewis Douglas
William Lewis Douglas, född 22 augusti 1845 i Plymouth, Massachusetts, död 17 september 1924 i Boston, var en amerikansk demokratisk politiker och affärsman. Han var guvernör i delstaten Massachusetts 1905–1906.
Douglas sårades i slaget vid Cold Harbor i amerikanska inbördeskriget. År 1876 startade han företaget W.L. Douglas Shoe Company. Med åren expanderade han verksamheten till skobutiker i 78 städer, vilka hans fabrik försåg i en takt som uppnådde 20 000 producerade skor per dygn.
Douglas efterträdde 1905 John L. Bates som guvernör och efterträddes 1906 av Curtis Guild.
Douglas avled 1924 och gravsattes på Melrose Cemetery i staden Brockton där han hade tjänstgjort som borgmästare 1890–1891.